# Abtsdorfer See
Abtsdorfer See, der også kaldes Haarsee er en yndet badesø i Oberbayern i nærheden af Laufen (Salzach). Den i istiden dannede mosesø regnes for en af de varmeste søer i Bayern. I søen ligger den langstakte ø Burgstall på 7,28 ha. Der var der i middelalderen en borg, som man dog ikke ser spor af i dag . Borgherrene von Kuchel, regnendes for røverriddere, og havde i det 14. århundrede store besiddelser omkring Leobendorf .
Søen hører under kommunen Saaldorf-Surheim i Landkreis Berchtesgadener Land. Den nordlige bred danner grænse til byen Laufen. 
Floden løber ud i Schinderbach i den nordøstlige ende af søen, og den fortsætter ud i Salzach – Inn og til Donau.